# 康斯坦萨
18°54′36″N 70°45′0″W / 18.91000°N 70.75000°W

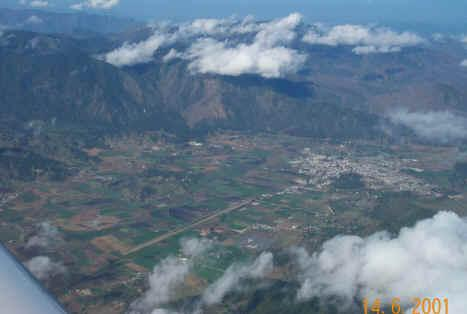

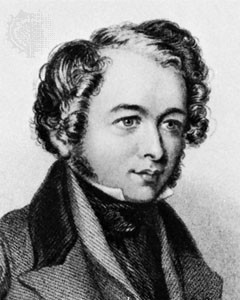

康斯坦薩（西班牙語：Constanza）是多明尼加共和國的城鎮，位於該國中部，由拉贝加省負責管轄，面積848.79平方公里，海拔高度1,164米，2010年人口59,052，人口密度每平方公里70人。